# FC Britannia XI
FC Britannia XI – gibraltarski klub piłkarski z siedzibą w Gibraltarze.

## Historia
Chronologia nazw:
- 1907–19??: Britannia F.C.
- 2009–...: FC Britannia XI

FC Britannia XI został założony w 1907 roku w Gibraltarze. W sezonie 1907/08 Britannia zagrał swój pierwszy sezon na najwyższym poziomie, zdobywając pierwsze mistrzostwo. W latach 50. XX wieku klub pięciokrotnie z rzędu był najlepszym w Gibraltarze. Potem z czasem zespół zaprzestał występować w rozgrywkach ligowych. 
Dopiero w 2009 roku klub przywrócił działalność i jako FC Britannia XI startował w Gibraltar Division 2. W sezonie 2013/14 zdobył mistrzostwo drugiej dywizji i zdobył awans do Gibraltar Premier Division.

## Sukcesy

### Trofea międzynarodowe
Nie uczestniczył w rozgrywkach europejskich (stan na 31-05-2014).

### Trofea krajowe
| \| \| Zdobyte trofea w rozgrywkach Gibraltaru (stan na: 31-05-2014) \| |                                                               |      |                                                                                    |
| Rozgrywki                                                              | Osiągnięcie                                                   | Razy | Sezon(y)                                                                           |
| · Mistrzostwo                                                          | I miejsce                                                     | 14   | 1908, 1912, 1913, 1918, 1920, 1937, 1941, 1955, 1956, 1957, 1958, 1959, 1961, 1963 |
| · Mistrzostwo                                                          | II miejsce                                                    | ?    | ...                                                                                |
| · Mistrzostwo                                                          | III miejsce                                                   | ?    | ...                                                                                |
| Puchar                                                                 | zdobywca                                                      | 3    | 1937, 1940, 1948                                                                   |
| Puchar                                                                 | finalista                                                     | ?    | ...                                                                                |
| Puchar Ligi                                                            | zdobywca                                                      | 0    |                                                                                    |
| Puchar Ligi                                                            | finalista                                                     | 0    |                                                                                    |
| II liga                                                                | I miejsce                                                     | ?    | ..., 2014                                                                          |
| II liga                                                                | II miejsce                                                    | ?    | ..., 2010                                                                          |
| II liga                                                                | III miejsce                                                   | ?    | ..., 2011, 2013                                                                    |
| Gibraltar                                                              | Zdobyte trofea w rozgrywkach Gibraltaru (stan na: 31-05-2014) |      |                                                                                    |

## Stadion
Klub rozgrywał swoje mecze domowe na Victoria Stadium w Gibraltarze, który może pomieścić 2,249 widzów.